# Herb Wong
Herbert „Herb“ Wong (* 1926 in Oakland; † 20. April 2014 in Menlo Park) war ein US-amerikanischer Jazzhistoriker, Hörfunkjournalist, Musikpädagoge und Autor, der in der San Francisco Bay Area aktiv war.

## Leben und Wirken
Wong wuchs in Stockton auf und war  als Discjockey während seines Militärdienstes in Tokio tätig. Nach Kriegsende studierte er an der UC Berkeley das Fach Zoologie, in dem er einen Doktorabschluss erwarb. Außerdem erwarb er einen Masterabschluss in Science education an der San José State University. Bei der Radiostation KJAZ war er als DJ tätig. In späteren Jahren stellte er eine Jazz-Ausstellung für die Smithsonian Institution zusammen und organisierte das Palo Alto Jazz Festival; außerdem war er Mitbegründer der Palo Alto Jazz Alliance. 1959 erhielt er nach einem Hörerwettbewerb die Gelegenheit zu einer eigenen Jazzsendung, die er bis 1996 leitete. 
Wong begründete Mitte der 1960er Jahre an den Schulen von Berkeley ein Programm, in dem Musiker Jazz vermittelten, das er gemeinsam mit Dick Whittington und weiteren Musikern betrieb.  unterstützte auch das Monterey Jazz Festival und unterrichtete an der UC Berkeley und am Huxley College of the Environment an der Western Washington University. Er war Co-Autor mehrerer Bücher, schrieb eine Reihe von Liner Notes (u. a. für Woody’s Winners von Woody Herman and His Orchestra) und organisierte Jazzkurse an Grundschulen in Berkeley. Er war in den 1980er-Jahren als Produzent für die Jazzlabel Black-Hawk Records und Palo Alto Records tätig, verantwortlich für Produktionen von Musikern wie Meredith D’Ambrosio, Stan Getz, Elvin Jones, Sheila Jordan, McCoy Tyner und Mal Waldron. 1993 wurde er in die IAJE Jazz Educators Hall of Fame der International Association for Jazz Education aufgenommen; 2008 erhielt er den Team Award der Jazz Journalists Association. Ende 2013 wurde Wong mit dem Palo Alto Excellence Award im Bereich  Jazzpädagogik geehrt.

## Publikationen (Auswahl)
- Herb Wong (Hrsg.): The Real Little Ultimate Jazz Fake Book. Hal Leonard Publishing Corporation, 1992
- Herb Wong, Robin C. Moore: Natural Learning: The Life History of an Environmental Schoolyard, 1997